# パクストン・ポミカル
パクストン・ポミカル（Paxton Pomykal 、1999年12月17日 - ）は、アメリカ合衆国出身の同国代表プロサッカー選手。FCダラス所属。ポジションはMF。

## クラブ経歴
FCダラスの下部組織で育成され、2016年9月にクラブとホームグロウン契約を結んだ。2017年3月1日のCONCACAFチャンピオンズリーグ・CDアラベ・ウニド戦でプロデビュー。3月30日のレアル・ソルトレイク戦でプロ初ゴール。

## 代表歴
各年代でアメリカ合衆国代表に選出されている。2019年夏にはポーランドで開催されたFIFA U-20ワールドカップに参加した。
2019年9月10日、ウルグアイ代表とのフレンドリーマッチでフル代表初出場。

## タイトル

### 個人
- MLSオールスター: 2019